# Collège de déontologie des magistrats de l'ordre judiciaire
Le Collège de déontologie des magistrats de l'ordre judiciaire est une instance consultative, créée par loi organique du 8 août 2016, chargée de donner son avis sur le comportement déontologique des magistrats.

## Historique
Une loi organique du 8 août 2016 crée le collège en ajoutant un article 10-2 au statut de la magistrature. Elle s'inspire du collège de déontologie de la juridiction administrative, du collège de déontologie des juridictions financières, et lui assigne principalement deux missions : 
La première est une mission de conseil : le collège, dès lors qu'il est saisi par un magistrat ou son chef hiérarchique, doit donner un avis sur toute question déontologique concernant personnellement un magistrat (art. 10-2 1°).
La seconde est une mission de vérification : le collège examine les déclarations d'intérêts que doivent remplir les magistrats lors de leur nomination, si elles lui sont transmises par l'autorité hiérarchique du magistrat, dès lors qu'il existe un doute sur une éventuelle situation de conflit d'intérêts. À ce titre, le collège reçoit directement, pour observations éventuelles, la déclaration d'intérêts de l'inspecteur général chef de l'inspection générale de la justice.
En outre, le collège reçoit et traite les alertes qui sont émises par les magistrats de l'ordre judiciaire.

## Composition et organisation
Le collège est composé de cinq personnes :
1. un magistrat, ancien membre du Conseil supérieur de la magistrature, nommé par le Président de la République sur proposition de la formation plénière du Conseil supérieur de la magistrature ;
2. alternativement, d'un magistrat du siège hors hiérarchie ou d'un magistrat du parquet hors hiérarchie de la Cour de cassation
3. alternativement, d'un premier président de cour d'appel et d'un procureur général près une cour d'appel ;
4. une personnalité extérieure désignée, alternativement, par le vice-président du Conseil d'État parmi les membres du Conseil d'État et par le premier président de la Cour des comptes parmi les magistrats à la Cour des comptes ;
5. un universitaire nommé par le président de la République sur proposition, alternativement, du premier président de la Cour de cassation et du procureur général près ladite cour.

Selon un décret, pour son premier mandat, Le magistrat mentionné au premier point est un magistrat du siège hors hiérarchie de la Cour de cassation, en fonction ou honoraire ; le magistrat mentionné au point 3 est un procureur général près une cour d'appel ; la personnalité extérieure mentionnée au point 4 est désignée par le vice-président du Conseil d'État parmi les membres du Conseil d'État en fonctions ou honoraires ; l'universitaire nommé par le président de la République au point 5 est désigné sur proposition du premier président de la Cour de cassation.
Le président du collège de déontologie est élu, en son sein, par ses membres. La durée du mandat de ses membres est de trois ans, renouvelable une fois.
Les premiers membres du collège sont, de 2017 à 2020 : Loïc Chauty, premier président de la cour d'appel de Basse-Terre, Sophie Lambremon, conseillère honoraire à la Cour de cassation, présidente ; Jacques Beaume, procureur général honoraire, Didier Ribes, maître des requêtes au Conseil d'État et Thierry Renoux, professeur agrégé des facultés de droit. Puis, de 2020 à 2023 : Daniel Ludet, président, Catherine Courcol-Bouchard, première avocate générale à la Cour de cassation, Gracieuse Lacoste, première présidente honoraire, Gérard Métoudi, conseiller référendaire honoraire à la Cour des comptes, Pascale Deumier, professeure agrégée des facultés de droit. En 2003, la nouvelle composition comporte : Vincent Lesclous, avocat général honoraire à la Cour de cassation, président ; Sophie Darbois, Conseillère doyenne de chambre à la Cour de cassation ; Jeanne-Marie Vermeulin, procureure générale honoraire ; Odile Piérart, Conseillère d’état honoraire ; Soraya Amrani-Mekki, professeure agrégée des universités de droit.

## Rapports d'activités
Le collège présente chaque année au Conseil supérieur de la magistrature un rapport public rendant compte de l'exécution de ses missions. Le rapport ne contient aucune information nominative. Le premier rapport est remis le 1ᵉʳ juillet 2018. Le second rapport est remis le 1ᵉʳ juillet 2020, le troisième le 20 juin 2022, le quatrième le 21 septembre 2023 .
Le premier collège (2017-2020) a rendu 20 avis. Le deuxième collège (2020-2023) 34 avis. En mai 2024, le dernier collège (2023-2026) a rendu 8 avis.
Le collège dispose d’un espace d’information sur le site internet de la Cour de cassation.

## Le collège de déontologie au Ministère de la justice et le référent déontologue pour l'inspection générale de la justice
Parallèlement, un collège de déontologie au Ministère de la justice est créé le 29 octobre 2019 pour les fonctionnaires et agents contractuels de droit public de l'administration centrale, des juridictions judiciaires, des services déconcentrés du Ministère de la justice, des établissements publics placés sous la tutelle du Ministère de la Justice. Son règlement intérieur, adopté le 29 mai 2020, précise ses missions en même temps que ce qui n'en relève pas. Un mémento rappelle les obligations qui s’imposent aux agents public du Ministère.
Un référent déontologue est aussi créé pour l'Inspection générale de la justice. Une charte de déontologie de l'inspection générale est adoptée le 27 juin 2024, qui "décline et précise les principes déontologiques généraux".

## Le Service d'aide et de veille déontologique du CSM
Après la préfiguration d'un collège consultatif de déontologie de la magistrature créé en 2015 et présidé par Bruno Cotte, le Conseil supérieur de la magistrature s'est doté, le 1er juin 2016, d'un service d'aide et de veille déontologique pour offrir, par l'institution d'une permanence, une aide concrète aux magistrats en permettant aussi l’actualisation du recueil des obligations déontologiques des magistrats.
Le collège de déontologie et le service d’aide et de veille déontologique (SAVD) exercent leurs activités concurremment, mais de manière différente. Le CSM évoque l'activité de ce service dans ses rapports d’activité 2017 (p.96), 2019 (p.72), 2020 (p. 68) et 2022 (pp. 47-48). Le SAVD répond verbalement, rapidement et sans formalisme aux demandes des magistrats, alors que le collège, sur le rapport de deux de ses membres, rédige des avis écrits, publiés sous forme anonymisée.